# ラタム 47
ラタム 47
ラタム 47の模型
- 用途：双発飛行艇
- 分類：複葉機
- 製造者：ラタム
- 初飛行：1928年
- 生産数：1機

ラタム 47（Latham 47）はフランスの飛行艇である。1928年、遭難した飛行船イタリア号によるイタリア探検隊のノビレ隊の捜索におもむいたノルウェーの極地探検家、ロアール・アムンセンを乗せて行方不明となった航空機である。

## 概要
フランス海軍の大西洋を横断できる長距離飛行艇の要求に基づいてSociété Latham & Cieが開発した。一葉半の主翼を持ち、ファルマン12Weエンジン2基を上翼の下にタンデムに配置した。操縦士と副操縦士は横に並んだ開放式のコクピットに搭乗し、ノーズと中央部に機銃を備えたコクピットが設けられていた。海軍に12機が納入された。
2機がイスパノ・スイザ12Yエンジンに換装されラタム 47Pとして民間用の郵便機とされ、地中海路線では1932年まで使用された。
1928年5月25日に遭難した飛行船イタリア号の救援のために、ロアール・アムンセンと同僚をのせたラタム 47.02は1928年6月18日にノルウェーのトロムソを出発し、バレンツ海を越えた後、行方不明となった。8月末にトロムソ沖でフロートが見つかり、10月にガソリン・タンクが発見された。
出典: The Illustrated Encyclopedia of Aircraft (Part Work 1982-1985)
諸元
- 乗員: 4
- 全長:
- 全高:
- 翼幅: 25.20 m（82 ft 8 in）
- 運用時重量: 6,886 kg （15,180 lb）
- 動力: ファルマン 12We 、373 kW （500 hp）   × 2

性能
- 最大速度: 170 km/h （106 mph）
- 航続距離: 900 km

武装
- 固定武装: 7,7 mm ×2
- 爆弾: 600kg爆弾